# けの汁

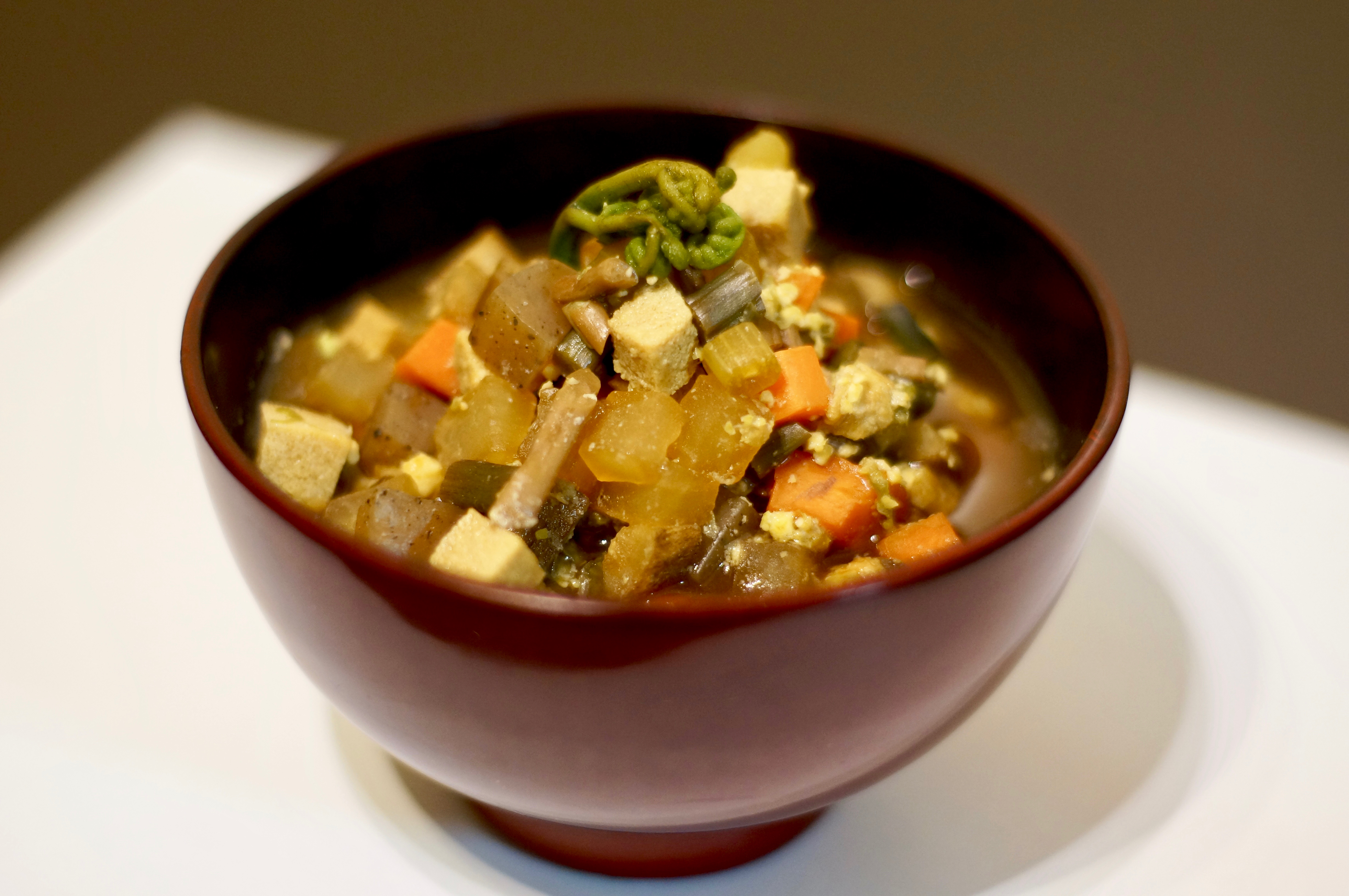
味噌から作る調味料すましを使用した「けの汁」。大根、人参、ごぼう、ふき、ぜんまい、わらび、油揚げ、凍り豆腐、こんにゃく、青大豆が入っている。出汁は昆布のみで、精進料理になっている。

けの汁（けのしる）は、青森県の津軽地方から秋田県にかけての範囲で作られている郷土料理である。秋田県ではきゃの汁、きゃのことも呼ばれる。細かく刻んだ根菜類や山菜、凍豆腐、油揚げを煮込み、味噌や醤油で味付けした汁物。出汁は昆布でとる。名称は「粥の汁」に由来するとされる。
小正月（正月15日）の行事食として作られている（他地方の七草がゆに相当する）。作り置きしておいて、料理など家事を担う女性が休めるようにするという役割もある。

## 起源伝承
青森県弘前市には、同市和徳町に所在したとされる和徳城（南部氏家臣・小山内氏の居城）が戦国時代の1571年（元亀2年）に大浦為信により攻められた際、城内の小山内軍の兵が落城前に食べた食糧が、けの汁の起源となったとする伝承があり、地元の有志団体により「けの汁発祥の地」を啓発するイベント等が行われている。

## 調理法
材料はダイコン、ニンジン、ワラビ、ゴボウ、凍豆腐、油揚げ、こんにゃく、ささげ、じんだ（擂り潰した青大豆）。地域や家庭によって具材に多少の違いがあるが、根菜を中心とした野菜と大豆製品を昆布出汁で煮込んだ精進料理であることは共通している。
1. 材料のうち、大豆を含めた乾物や塩蔵物を水で戻す。
2. 大豆以外の材料を全て細かく刻み、昆布出汁で煮込む。この間に、水でもどした大豆をすり鉢で磨り潰す。
3. 野菜が煮えたところで味噌かすましで味を整え、じんだを入れて仕上げる。

## 行事との関連
東北地方では小正月を「女の正月」として祝う。津軽のけの汁は正月15日のうちに作り、16日の朝に、まず神仏に供えてから白粥とともに食べた。その折にけの汁を大鍋で何日分も大量に作って、毎日小鍋に取り分けて味噌を加えて食べるが、これは日ごろ炊事などの家事に追われる主婦を休ませる意味合いもある。かつてはけの汁の材料を刻むときに鳥払い唄をうたったという。これは唐土の鳥（毒鳥）を払うという意味のものであった
そもそも正月7日の七草粥は、起源をたどれば中国の『荊楚歳時記』にある7種類の菜の羹（暖かい吸い物）と考えられているが、この羹は粥ではなく、穀物は入っていなかった。
それとは別に、小正月（正月15日）の十五日粥という風習があり、こちらは穀物・豆など七種類を炊いた七種粥であった（十五日粥は後に米と小豆のみの小豆粥に変化した。小豆粥の記事も参照）。
木村守克は、けの汁は、往昔の七種粥（十五日粥）の風習が変化したものと主張している。

## 語源
語源は諸説あるが、粥とともに食べるので粥の汁と呼んだものと考えられている。
秋田県では「きゃの汁」などと呼ばれている。「きゃ」とは秋田の方言で粥のことであるから、同じく「粥の汁」という意味である。
歌人の大沢清三は「何々汁というのは汁の実を指して呼ぶのであって、何かとともに食べる汁を何々汁というのは聞いたことが無い」として「粥の汁」説に異説を唱えた。大沢は、『万葉集』の歌に草を意味する「かえ」という言葉があるのを取り上げ、けの汁は「草の汁」であると主張した。
一方、青森県の南部地方（県南地方）ではけの汁は小正月の行事食ではなく、日常の食事として使ったため、「粥に添える汁」という意味合いは無い。よって、県南地方ではハレの対極としての「ケの汁」であると考えられている。

## 他地域での類似の料理
北海道南西部の檜山地方には、煮しめに入れる食材に団子を加え、昆布と煮干しで出汁をとった醤油味の「つぼっこ汁」を小正月や法事に食する習慣があり、「かいの汁」「けの汁」とも呼ばれる。
宮城県登米市の旧豊里町二ツ屋地区では江戸時代後期に移り住んだ盛岡藩の領民が広めたとされる「カユの汁」があり、現在では「けの汁」と呼ばれている。また、2022年に文化庁が認定している「100年フード」に選ばれている。
宮崎県の佐土原地方ではお盆料理に「かいのこ汁」と呼ばれる似た料理があった。